# Kathryn Stockett
Kathryn Stockett (Jackson, 1969 –) amerikai regényíró. A segítség (2009) című regény szerzője.

## Pályafutása
Stockett New Yorkban élt, mielőtt megjelentette első regényét, amelyet a szeptember 11-i támadások után kezdett el írni. A segítség elkészítése öt évig tartott. A könyvet 60 irodalmi ügynök utasította el, mielőtt Susan Ramer beleegyezett, hogy Stockettet képviselje. A mű a 60-as években a Mississippi állambeli Jacksonban fehér háztartásoknál dolgozó afro-amerikai szobalányokról szól. Megjelenése óta 42 nyelvre fordították le. 2012 augusztusáig tízmillió példányban kelt el belőle, és több mint 100 hetet töltött a The New York Times bestseller-listáján. Egy mississippi bíróságon pert indított egy házvezetőnő, Ablene Cooper, aki korábban Stockett bátyjának dolgozott. Azt állította, hogy Stockett az ő személyét használta a könyvben. A Mississippi állambeli Hinds megyei bíró az elévülésre hivatkozva dobta az ügyet a perből. Stockett tagadta, hogy ellopta volna a karakterét, és azt állítja, hogy csak rövid ideig találkozott vele. 
Tate Taylor 2011-ben azonos címmel forgatott belőle filmet, Emma Stone főszereplésével. 

## Magánélete
Stockett a Mississippi állambeli Jacksonban nőtt fel. Miután az Alabamai Egyetemen végzett angol és kreatív írás szakon, New Yorkba költözött. 16 évig élt ott, és magazinkiadásban és marketingben dolgozott. Elvált, és van egy lánya.
Stockett első regényének alapján nagyon közel állt egy afro-amerikai háztartási alkalmazotthoz.[forrás?]

## Díjai
- 2011: Elle olvasói díj.

## Könyvei
- 2009: The Help, Berkley Books, New York, NY 2009 ISBN 978-0-425-23220-0

### Magyarul
- A segítség; Európa, Budapest, 2010 · ISBN 978-963-07-8983-7 · fordította: Pálmai Katalin

## Fordítás
- Ez a szócikk részben vagy egészben  a   Kathryn Stockett című angol Wikipédia-szócikk fordításán alapul.  Az eredeti cikk szerkesztőit annak laptörténete sorolja fel. Ez a jelzés csupán a megfogalmazás eredetét és a szerzői jogokat jelzi, nem szolgál a cikkben szereplő információk forrásmegjelöléseként.